# العروة الوثقى (كتاب)
كتاب العروة الوثقی فیما تعم به البلوی هو موسوعة فقهية دقيقة الّفها محمد كاظم اليزدي وهو من أعلام القرن الثالث عشر.
تعد هذه الموسوعة من أهم الكتب الفقهية الشيعية وعليها عشرات الشروح والحواشي والتعليقات. وقد اشتهر مؤلفها بـ«صاحب العروة».

## المؤلف
السيد محمد كاظم اليزدي (1247 هـ - 1337 هـ) كان من ابرز المراجع الشيعة في عصره، توّلى القيادة الدينية والسياسية والمرجعية عند الشيعة في النجف. وكان لغويا متقنا فصيحا قيما بالعربية والفارسية.
ولد في قرية كسنوية في محافظة يزد في إيران عام 1247 هـ ودرس المقدّمات في مدينة يزد ثم سافر إلى مشهد وبعدها إلى إصفهان لإكمال دراسته. ثم رغب في تحصيل الاجتهاد، فعزم على الهجرة إلى مدينة النجف عام 1281هـ واستقر بها، فنال رئاسة واسعة النطاق خصوصاً في أيامه الأخيرة وقد أصبح الفقيه الأعظم والزعيم المطلق.
تصدى للإنجليز أثناء هجومهم على العراق وأفتى بالجهاد وأرسل ابنه محمّد إلى ساحات القتال فقُتل في ذلك. له كتاب العروة الوثقى وهو موسوعة فقهية دقيقة تشتمل على العبادات والمعاملات. وله حاشية على المكاسب، ورسالة في حكم الظن المتعلق بأعداد الصلاة وأفعالها وكيفية صلاة الاحتياط، ورسالة في التعادل والتراجيح، والصحيفة الكاظمية ورسالة في منجزات المريض ورسالة في اجتماع الأمر والنهي وملحقات العروة الوثقى وغيرها من الرسائل والمسطورات.

## عن الكتاب
كتاب العروة الوثقى هو الرسالة العملية لآية الله محمد كاظم اليزدي، وهي تحتوي علي الفتاوي والاحكام الشرعية في العبادات للمقلدين. تعد هذه الرسالة من أشهر الكتب الفتوائية بين الفقهاء والمجتهدين الشيعة؛ وقد أصبح هذا الكتاب مدار أبحاثهم في البحوث الفقهية الإستدلالية والتي تسمى بالبحث الخارج في الحوزات العلمية. ومن معالمه كثرة الفروع والدقة في التعبير عن الأحكام الشرعية، فهو كتاب حسن الترتيب وفيه فروع كثيرة، طرح فيها كل فرع على حدة بعنوان مسالة وجعل لاعداد مسائلها أرقاما لتسهيل التناول منها. يشتمل الكتاب على ثلاثة آلاف ومائتين وستين مسألة، تم تجميعها في ثلاثة مجلدات. وقد اشتهر مؤلفه باسم «صاحب العروة». وقد وصف الشيخ محمد تقي الآملي الكتاب بأنه «لم يسبقه سابق بمثله ولم يلحقه لاحق حتى الآن».

## الشروح
لهذا الكتاب شروح وتعليقات وحواشي كثيرة. وقد سجلت المصادر ما يزيد على العشرين شرحاً لهذا الكتاب من أهمها:
1. مستمسك العروة الوثقى، للسيد محسن الحكيم (ويعتبر هذا الكتاب الشرح الأول للعروة).
2. مصباح الهدى، للشيخ محمد تقي الآملي.
3. مهذب الأحكام، للسيد عبد الأعلى السبزواري.
4. كفاية الفقه المتعلقة بالعروة الوثقى من تقريرات الملا محمد كاظم الخراساني وتحرير السيد محمد كاظم الطباطبائي الكوهكمري.
5. دليل العروة الوثقى، للشيخ حسين الحلي.
6. العمل الأبقى في شرح العروة الوثقى، السيد علي شبر الحسيني.
7. مباني العروة الوثقى، للشيخ محمد تقي الفقيه
8. بحوث في شرح العروة الوثقى، للسيد محمد باقر الصدر.[11][12]
9. التعليقة على العروة الوثقى، للسيد علي الحسيني السيستاني.

## طبعاته وترجماته
طبع طبعات متعددة ومتنوعة، فأولى طبعاته كانت سنة 1330 هـ في بغداد وبجزئين، ثم طُبع في صيدا سنة 1348 هـ. كما طبع في بمبئ سنة 1339هـ. وطبع في النجف عام 1349 هـ. وكانت بعض الطبعات مع التعليق والحواشي.
ترجمه الشيخ عباس القمي إلى الفارسية باسم الغاية القصوى، والسيد سرور حسين اللأمر وهو الهندي، إلى الأردو باسم شريعة الهدى في ترجمة العروة الوثقى.

## الوصلات الخارجية
- العروة الوثقی فیما تعم به البلوی